# Blut aus Nord
Blut aus Nord er et fransk black metal-band, som oprindeligt blev dannet af frontmand Vindsval i 1993 under navnet Vlad. Vlad startede som et enmandsband, og udgav to demoer under det navn, hvorefter bandet skiftede navn til Blut aus Nord, og W.D. Feld kom med i bandet. Frontmand Vindsval var 15-16 år, da bandet udgav deres debualbum, Ultima Thulée.
Flere af bandets albums er tematisk forbundne, hvilket kan ses reflekteres i deres titler.

## Medlemmer
- Vindsval – vokal, guitar
- W.D. Feld – trommer, keyboards, elektronik
- GhÖst – bas
- Thorns – trommer

## Diskografi

### Studiealbum
- 1995: Ultima Thulée
- 1996: Memoria Vetusta I: Fathers of the Icy Age
- 2001: The Mystical Beast of Rebellion
- 2003: The Work Which Transforms God
- 2006: MoRT
- 2007: Odinist – The Destruction of Reason by Illumination
- 2009: Memoria Vetusta II: Dialogue with the Stars
- 2011: 777 – Sect(s)
- 2011: 777 – The Desanctification
- 2012: 777 – Cosmosophy
- 2014: Memoria Vetusta III: Saturnian Poetry
- 2017: Deus Salutis Meæ
- 2019: Hallucinogen
- 2022: Disharmonium – Undreamable Abysses
- 2023: Disharmonium – Nahab

### Ep'er
- 2005: Thematic Emanation of Archetypal Multiplicity
- 2010: What Once Was... Liber I
- 2012: What Once Was... Liber II
- 2013: What Once Was... Liber III
- 2014: Debemur MoRTi
- 2014: Triunity

### Splitalbum
- 2004: Decorporation... (med Reverence)
- 2007: Dissociated Human Junction (med Reverence, Karras og Bloodoline)
- 2014: Triunity (med P.H.O.B.O.S.)
- 2017 : Codex Obscura Nomina (med Ævangelist)

### Opsamlingsalbum
- 2015: The Candlelight Years Vol. 1 (bokssæt)

### Demoer
- 1993: In the Mist (som Vlad)
- 1994: Yggdrasil (som Vlad)

## Fodnoter
1. ↑  Vindsval - Encyclopaedia Metallum: The Metal Archives